# Steve Mac

Steve Mac

Steve McCutcheon (nascido em 15 de janeiro de 1972), conhecido profissionalmente como Steve Mac, é um produtor musical, compositor e músico britânico. Um produtor multipremiado, ele é um dos mais prolíficos compositores e produtores de discos da música britânica moderna, com contribuições para 30 singles número um no UK Singles Chart.

## Carreira

### Início de carreira
Mac teve sua chance na indústria da música no início dos anos 1990, quando escreveu e produziu o hit Nomad "(I Wanna Give You) Devotion", que alcançou o segundo lugar no UK Singles Chart. Em 1992, ele se tornou parte do grupo de dança Undercover, que teve vários singles de sucesso europeus, incluindo "Baker Street" e "Never Let Her Slip Away".
Ele então conheceu o compositor Wayne Hector, com a dupla firmando uma parceria que os viu co-escrever e produzir uma série de canções nas paradas.
Mac passou a trabalhar com alguns dos nomes mais reconhecidos da indústria musical . Ele escreveu, co-escreveu e produziu sucessos para músicos, incluindo Ed Sheeran, Melanie C, Pink, Westlife, Little Mix e muitos outros cantores do Reino Unido e internacionais.
De seu Rokstone Studios em Londres, os artistas para os quais ele escreveu e produziu acumularam mais de 200 milhões de vendas em todo o mundo durante sua carreira. Além de uma série de sucessos internacionais e no.1 do Reino Unido, Mac também escreveu os 10 melhores singles para artistas como Calvin Harris, Demi Lovato, One Direction, The Saturdays, Leona Lewis e Rita Ora, entre outros.

### Trabalho com a Westlife
O produtor tem uma colaboração de longa data com a boyband irlandesa Westlife, que remonta ao final dos anos 1990. Esta parceria artística resultou em ele co-escrevendo e produzindo quatro singles número 1 no Reino Unido para a banda. Ele co-produziu outros cinco sucessos número 1 e produziu três singles no top cinco. Mac também co-escreveu e produziu o single de Natal de 2000 da banda, " What Makes a Man " alcançando o segundo lugar na parada de singles do Reino Unido.

### 2010 - 2017
Mac ganhou o primeiro de seus dois Brit Awards em 2010 por co-escrever e produzir o single número 1 " Beat Again " para a banda britânica de pop / R & B, JLS .
Em 2012, o produtor trabalhou com uma série de artistas, incluindo Little Mix, The Wanted, The Saturdays, Susan Boyle, Il Divo, Boyzone e Gareth Gates .
Mac foi reconhecido em 2012 e novamente em 2013 ao receber o prêmio ASCAP Song of the Year. Os prêmios foram em reconhecimento à co-escrita e produção dos sucessos " Glad You Came " para The Wanted e " You Make Me Feel ... " do Cobra Starship, respectivamente.
Entre 2013 e 2015, Mac trabalhou com vários músicos, incluindo James Blunt, John Newman, Union J, Calvin Harris, The Vamps e Demi Lovato . Ele fez várias contribuições para o álbum Moon Landing de James Blunt, que alcançou o segundo lugar na parada de álbuns do Reino Unido, e para o álbum The Vamps ' Wake Up, que alcançou o top 10.
Mac marcou outro hit número um em 2016 com " Rockabye " de Clean Bandit com Sean Paul e Anne-Marie . A canção alcançou o topo da parada de singles do Reino Unido, permanecendo lá por nove semanas consecutivas. O single também ganhou na categoria de canções vencedoras de EDM ao lado de sua outra faixa co-produzida para Clean Bandit e Zara Larsson, " Symphony ".
Em 2017, Mac foi eleito o Compositor do Ano e Produtor do Ano pelo Music Business Worldwide A&R Awards e o prêmio ASCAP Founders por "sua contribuição pioneira para a música, sucesso global e 27 anos de trabalho".
No mesmo ano, Mac co-escreveu o single nº 1 " Shape of You " para Ed Sheeran . A canção quebrou a história das paradas, passando 14 semanas no topo da parada do Reino Unido, e permanecendo no Top 10 da Billboard Hot 100 nos EUA por 33 semanas. Ele também conquistou a conquista única de ser a música mais transmitida de todos os tempos no Spotify .
Ele também recebeu outra indicação ao Grammy pelo single número 1 de Pink nos Estados Unidos, " What About Us ", que escreveu e produziu.

### 2018 - presente
Em 2018, o produtor trabalhou com alguns dos nomes mais prolíficos da música, como o grupo escocês Chvrches, Years & Years, Celine Dion, Little Mix, Craig David e Westlife, e também com o produtor americano Marshmello.
Mac ganhou o Brit Award 2018 como Produtor Britânico do Ano.  Além do Brit Award, ele também ganhou tanto o Songwriter of the Year e Song of the Year no Annual ASCAP Pop Music Awards 2018 em LA.
Em outro prêmio que reconhece o trabalho de Mac, o hit multi-platina " Shape of You " que ele co-escreveu e produziu para Ed Sheeran ganhou um Grammy e o Prêmio Ivor Novello de PRS para a obra musical mais tocada em 2017.